# Magnolia Township (Iowa)
Pour les articles homonymes, voir Magnolia Township.
Magnolia Township est un township, du comté de Harrison en Iowa, aux États-Unis,.

## Source de la traduction
- (es) Cet article est partiellement ou en totalité issu de l’article de Wikipédia en espagnol intitulé « Municipio de Magnolia (condado de Harrison, Iowa) » (voir la liste des auteurs).